# ايمانويل كينغ
ايمانويل كينغ (بالإنجليزية: Emanuel King)‏ هو لاعب كرة قدم أمريكية أمريكي، ولد في 15 أغسطس 1963 في لوروا في الولايات المتحدة.

## وصلات خارجية
- ايمانويل كينغ على موقع مرجع كرة القدم المحترفة.كوم (الإنجليزية)